# Rosa Serra i Puigvert
Rosa Serra i Puigvert   (Vic, 1944) és una escultora catalana.

## Biografia
Pertany a la generació que va imposar una ruptura en l'escultura olotina. El seu descobriment de la figura tridimensional la va conduir a apropar-se a les realitzacions de Lluís Curós, el seu primer mestre. Es va traslladar a Olot el 1952, on actualment treballa i resideix. El 1970 entrà a l'Acadèmia de Lluís Carbonell, on estudià dibuix i pintura, i dos anys després entrà a l'escola de Belles Arts d'Olot, on durant tres anys, estudià dibuix, ceràmica i gravat. La primera exposició individual la va fer a Barcelona l'any 1972, i des de 1973 es dedicà a l'escultura. El 1976 va rebre el premi Escultura la III Biennal de Bilbao. El 1985 el Comitè Olímpic Internacional li encarregà una sèrie d'escultures per als Jocs Olímpics d'Estiu de 1988 a Seül. Ha fet altres escultures de temàtica esportiva per als Jocs Olímpics de Barcelona de 1992 i el 2000 l'empresa Nike li encarregà una estàtua de Tiger Woods a Oregon. També és autora de la Suite Olympique de la seu del COI a Lausana i de diverses peces d'aquesta temàtica situades a l'Olimpic Park de Seül i al Comitè Olímpic d'Àsia, a Kuwait. El 2008 va rebre la Creu de Sant Jordi. Segueix produint obres de tot tipus com la obra plougense que es pot veure al club de natació de Banyoles o les diverses estàtues que ha donat a l'Escola Volcà Bisaroques.

## Galeria d'imatges
Escultures de Rosa Serra i Puigvert.

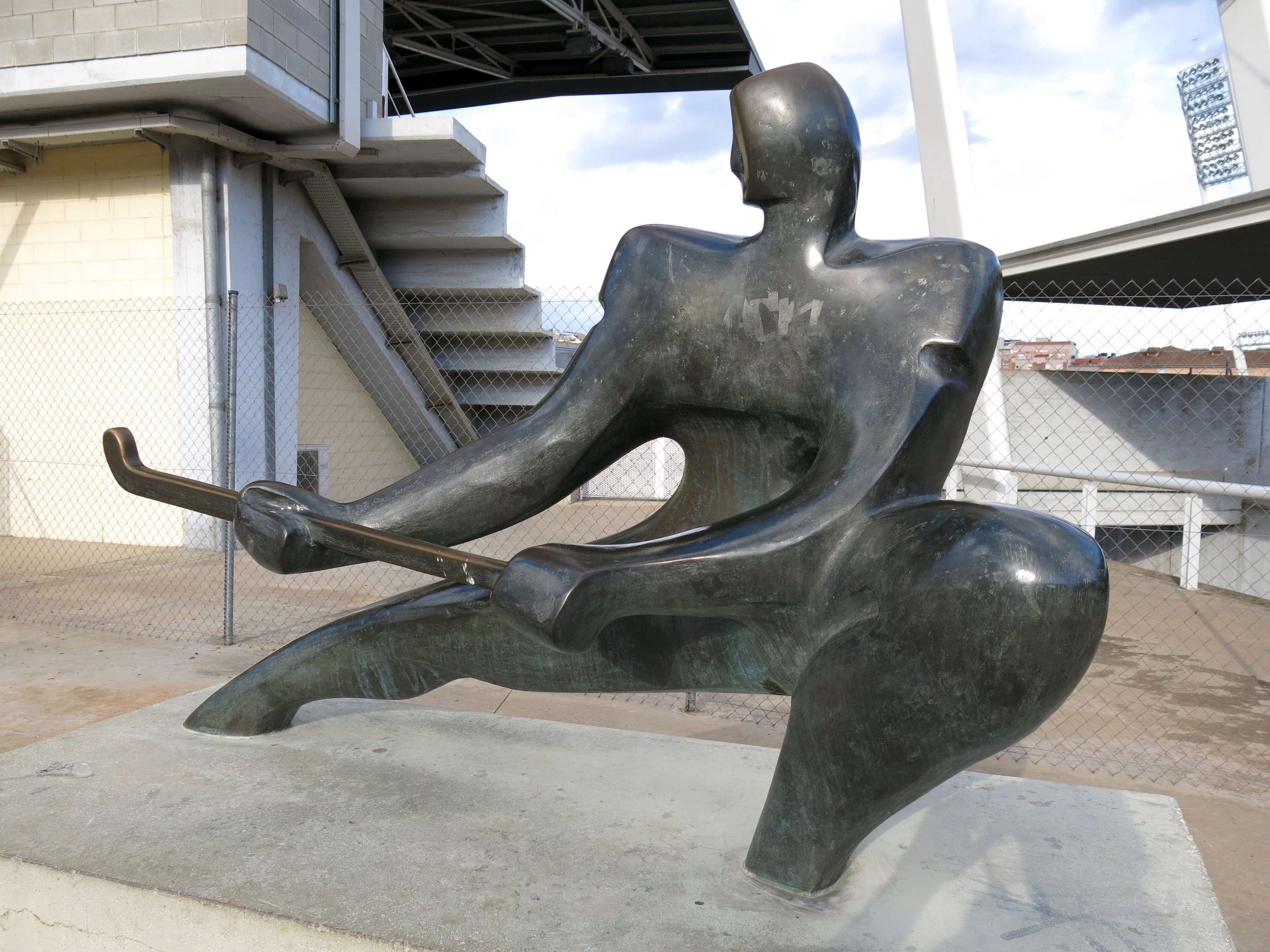
Hoquei (1993)
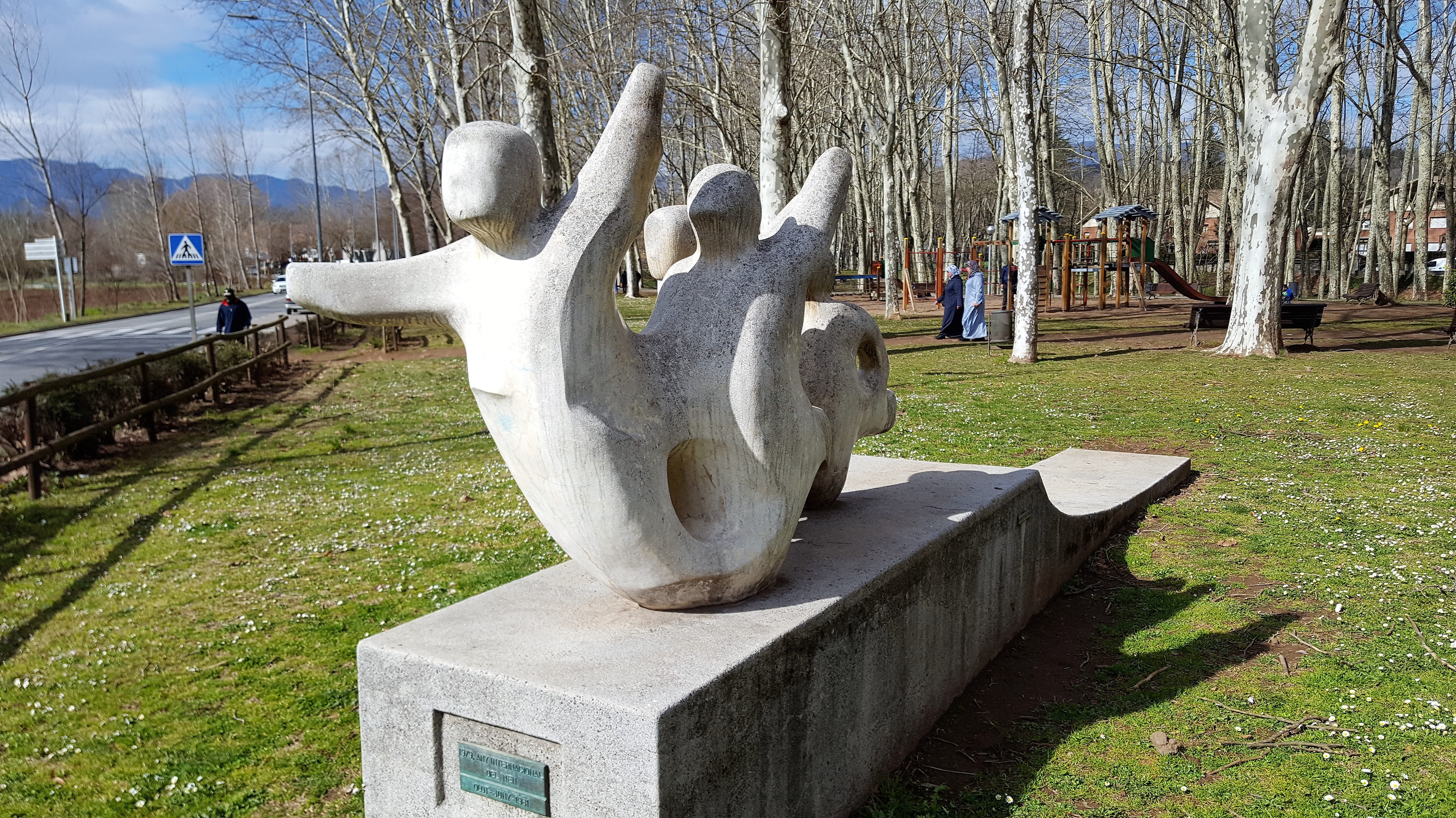
Al nen (1981)
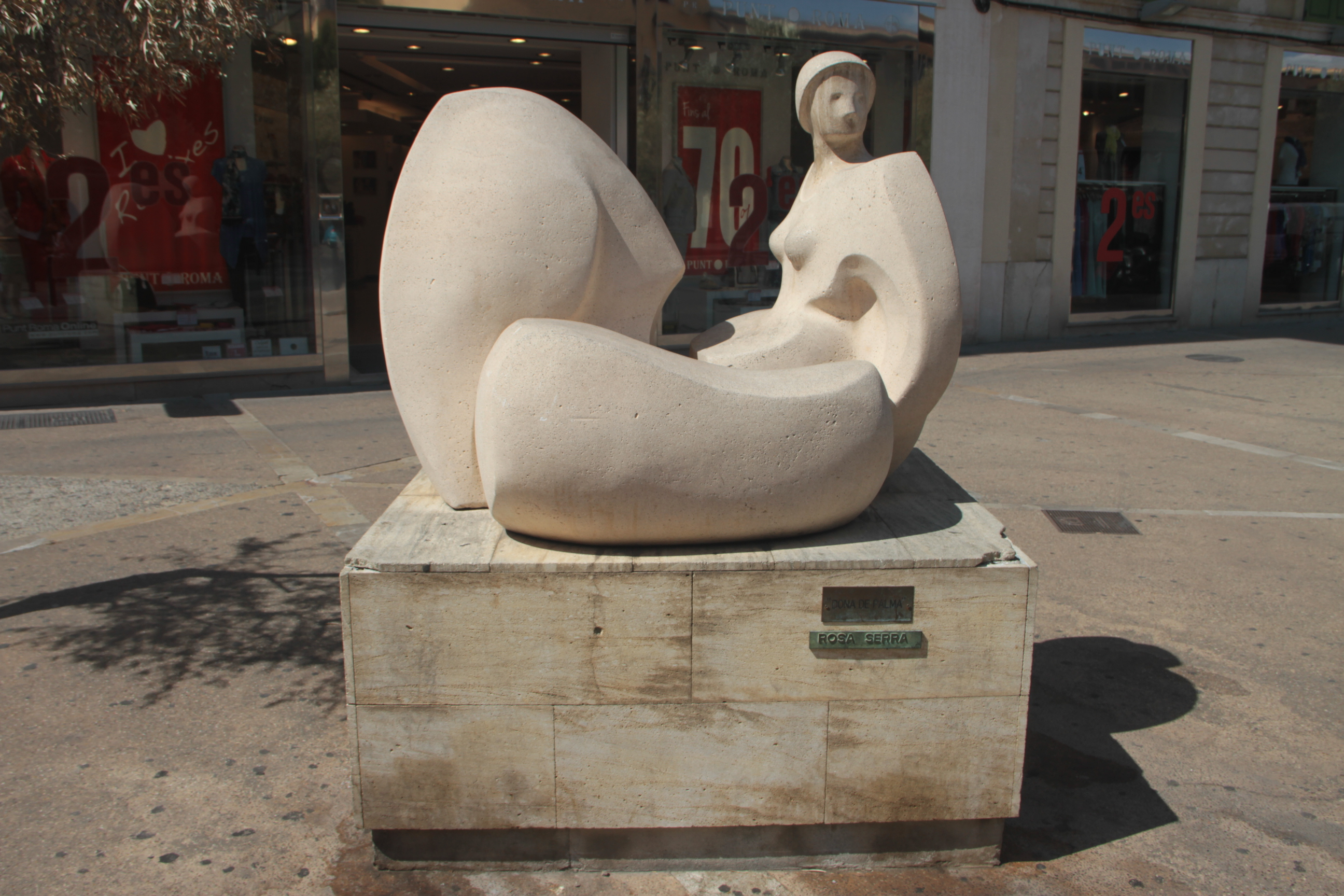
Dona de Palma (1992)
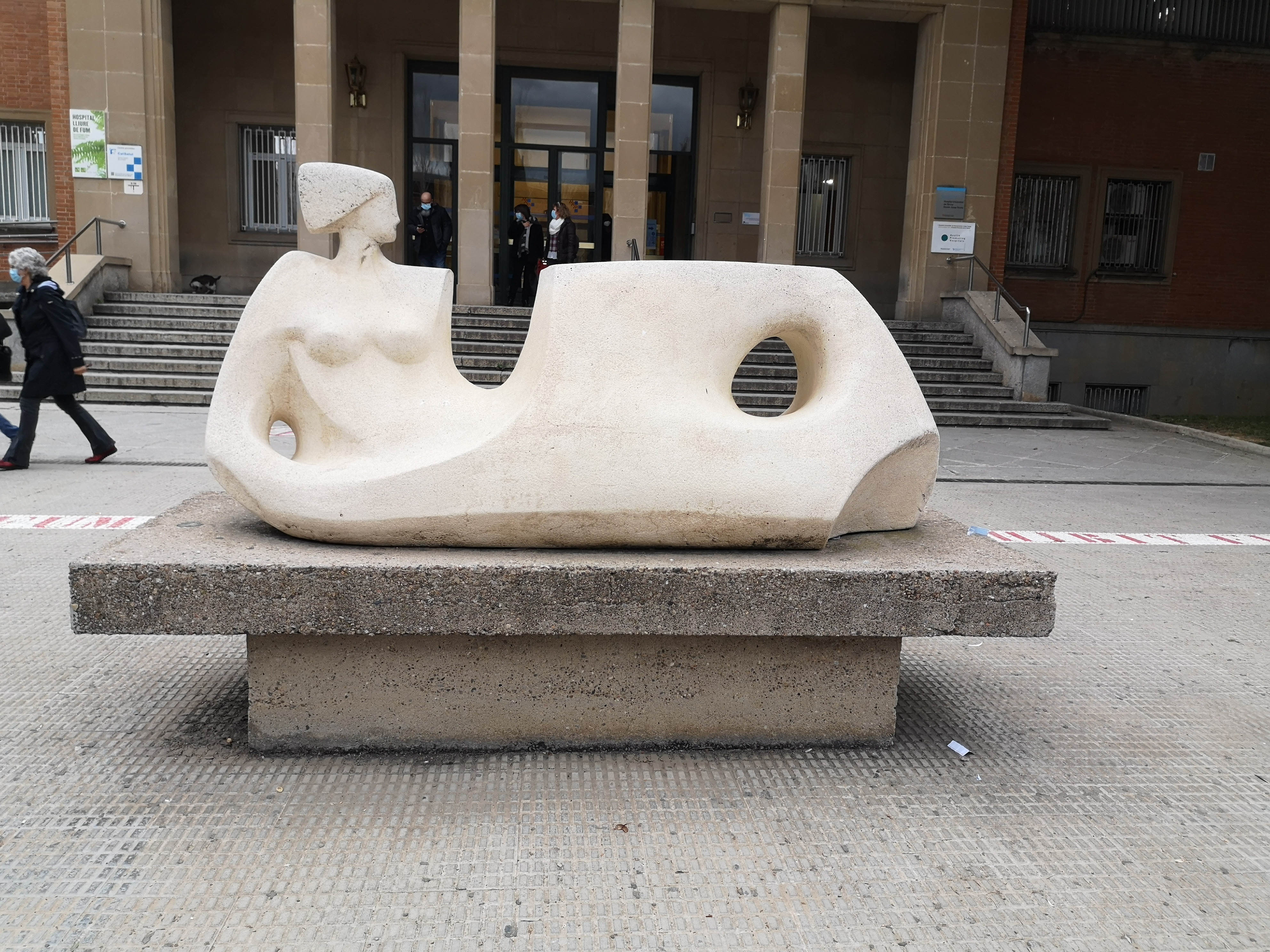
Escultura El mar (1995)
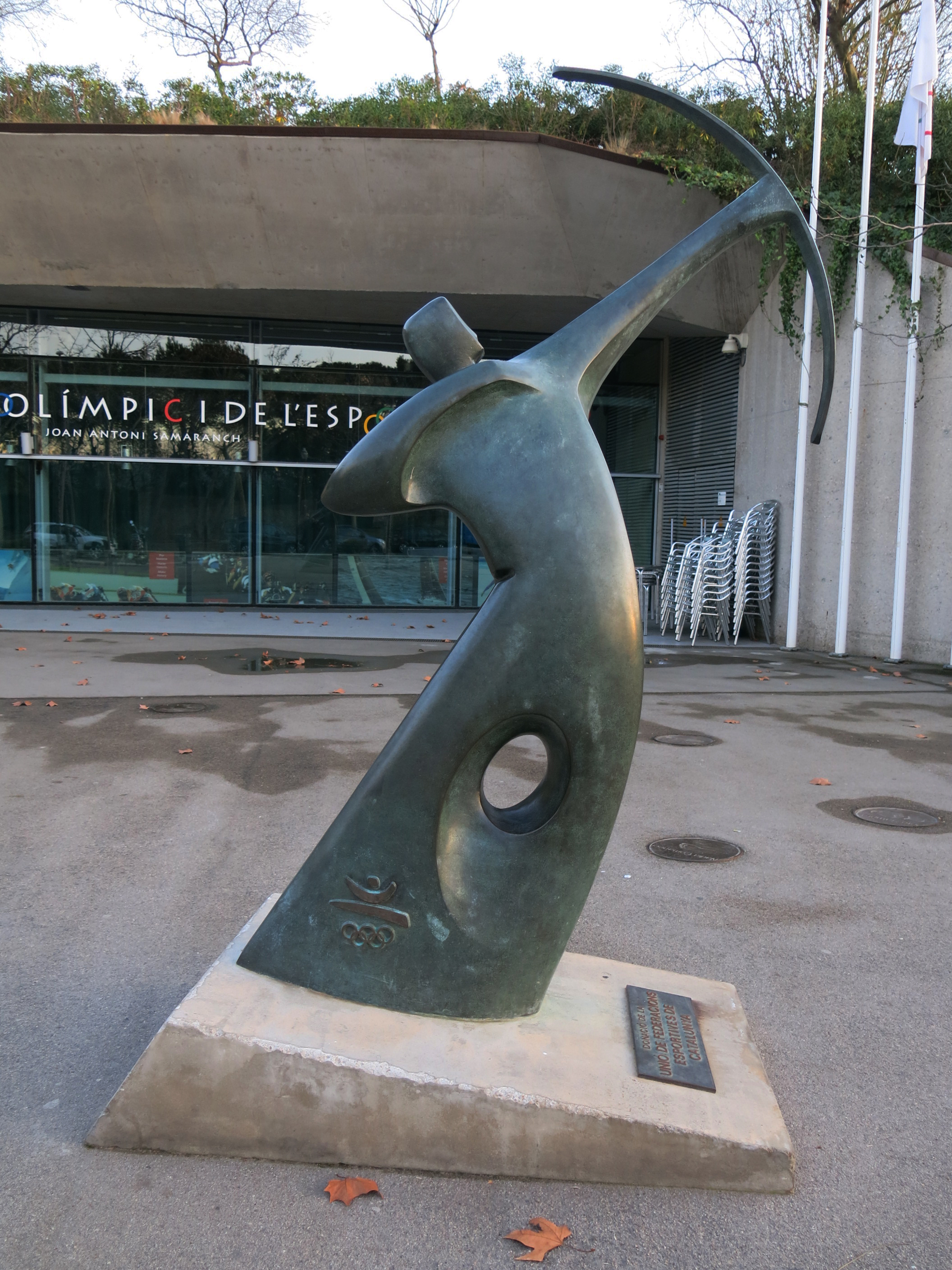
Arquer olímpic (2012)